# Светипетрови риби (род)
Светипетровите риби (Zeus) са род актиноптери от семейство Петровки (Zeidae).
Таксонът е описан за пръв път от Карл Линей през 1758 година. Наречен е на Зевс.

## Видове
- Zeus capensis
- Zeus faber – Светипетрова риба